# SS 소포클레스

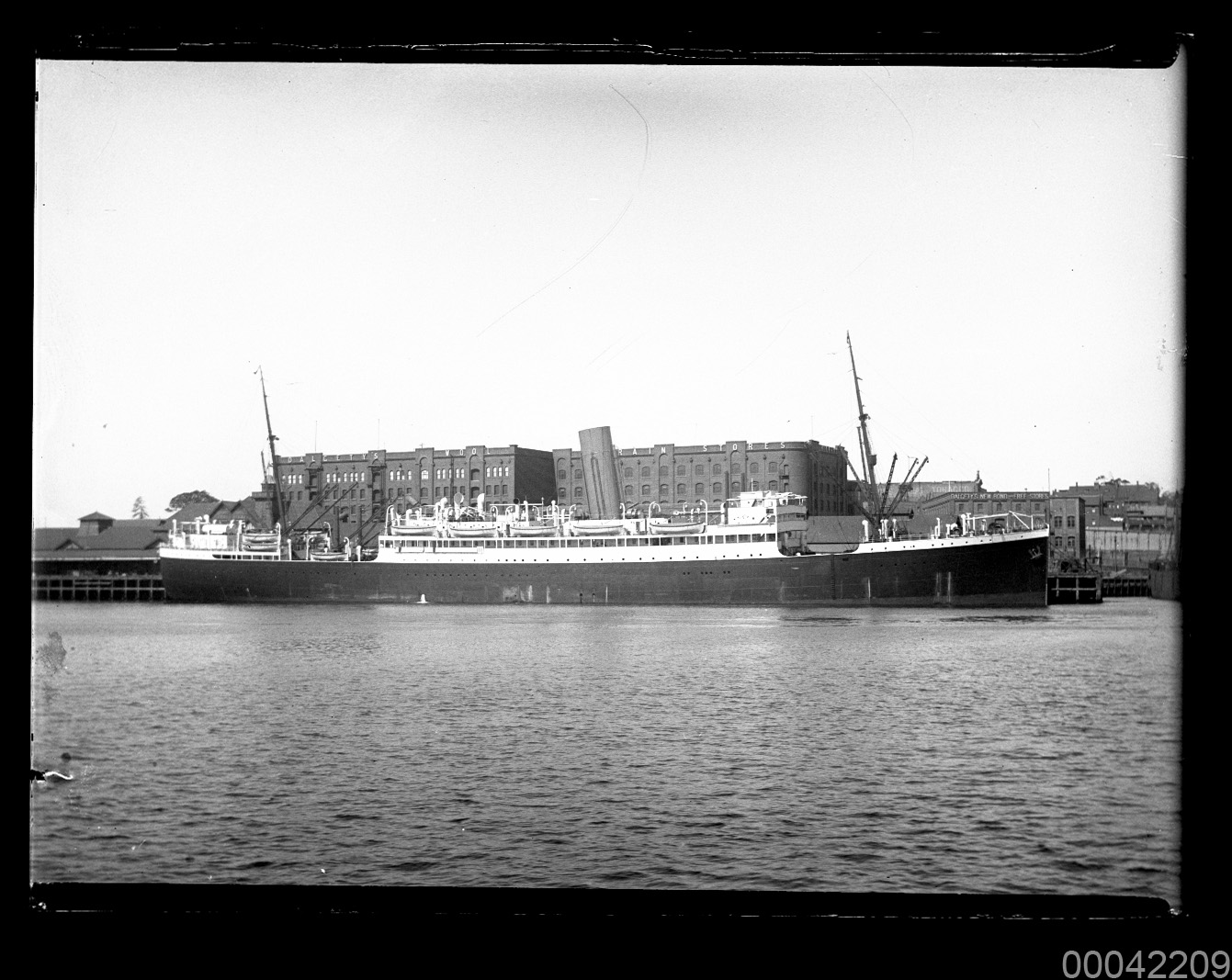
SS 소포클레스

SS 소포클레스(SS Sophocles)는 1921년에 진수된 애버딘 노선의 12,300톤급 원양 여객선으로, 이후 쇼, 세빌 앤 앨비언 라인에 매각되었다.